# Kladruby (Kohoutov)
Kladruby (něm. Kladern) je vesnice, součást (základní sídelní jednotka) obce Kohoutov v okrese Trutnov. Nachází se asi 1¼ km jihovýchodně od Kohoutova a 8 km vsv. od města Dvůr Králové nad Labem. Sídlo je rozloženo kolem kyjovitě okrouhlé návsi v kratičkém bočním údolí bezejmenného levého přítoku potoka Drahyně. V roce 2001 zde bylo evidováno 15 domů a trvale zde žilo 27 obyvatel.
Kladruby leží v katastrálním území Kladruby u Kohoutova o rozloze 3,38 km2.

## Historie
V písemných pramenech se vesnice poprvé připomíná k roku 1415 (in Claderubyech).

## Pamětihodnosti
- Kaple Nejsvětější Trojice, z roku 1820,[5] na návsi
- Socha Panny Marie, z počátku 18. století,[5] před kaplí
- Kamenný kříž, tamtéž[6]
- Mariánská boží muka, z roku 1717,[5] v polích jv. od vesnice, poblíž cesty do Bokouše [souř 1]
- Polní kříž, sv. od vesnice, poblíž cesty do Brzic[6] [souř 2]

### Souřadnice
1. ↑  50°26′14,6″ s. š., 50°26′14,6″ v. d.
2. ↑  50°26′14,6″ s. š., 50°26′14,6″ v. d.